# Copa Korać 1980-81
La Copa Korać 1980-81 fue la décima edición de la Copa Korać, competición creada por la FIBA para equipos europeos que no disputaran ni la Copa de Europa ni la Recopa. Participaron 27 equipos, diez menos que en la edición anterior. El ganador fue el equipo español del Joventut Badalona, que derrotó en la final al equipo italiano del Carrera Venezia, disputada en el Palau Blaugrana de Barcelona.

## Primera ronda
| Equipo 1               | Agr.    | Equipo 2         | Ida    | Vuelta  |
| ---------------------- | ------- | ---------------- | ------ | ------- |
| Vasas                  | 181–158 | Karşıyaka        | 106–81 | 75–77   |
| Hapoel Haifa           | 198–140 | Panellinios      | 102–63 | 96–77   |
| Hemel Hempstead Lakers | 200–203 | Inmobanco        | 89–98  | 111–105 |
| Mess                   | 164–205 | Anderlecht       | 86–108 | 78–97   |
| Hapoel Tel Aviv        | 174–159 | CEPF             | 84–72  | 90–87   |
| Stade Français         | 219–170 | Sparta Bertrange | 112–70 | 107–100 |

## Segunda ronda
| Equipo 1                   | Agr.    | Equipo 2        | Ida    | Vuelta |
| -------------------------- | ------- | --------------- | ------ | ------ |
| Vasas                      | 174–187 | Aris            | 90–97  | 84–90  |
| Hapoel Haifa               | 184–203 | Carrera Venezia | 95–103 | 89–100 |
| Orthez                     | 185–154 | Inmobanco       | 99–71  | 86–83  |
| Anderlecht                 | 161–148 | Cotonificio     | 94–71  | 67-77  |
| İstanbul Bankası Yenişehir | 132–236 | Hapoel Tel Aviv | 68–109 | 64–127 |
| Beşiktaş                   | 145–184 | Zadar           | 81–96  | 64–88  |
| Slavia VŠ Praha            | 154–163 | Sunair Oostende | 90–84  | 64–79  |
| Zbrojovka Brno             | 169–151 | Stade Français  | 95–75  | 74–76  |
| Caen                       | 161–182 | Partizan        | 83–84  | 78–98  |
| AEK                        | 159–162 | Standard Liège  | 78–80  | 81–82  |
| Crvena zvezda              | 157–132 | Sporting        | 85–63  | 72–69  |

Clasificados automáticamente para cuartos de final
- Ferrarelle Rieti (defensor del título)
- Jugoplastika
- Dynamo Moscú
- Joventut Freixenet
- ASVEL

## Cuartos de final
Los cuartos de final se jugaron dividiendo los 16 equipos clasificados en cuatro grupos con un sistema de todos contra todos.
|  | El primer clasificado avanza a semifinales |

|    | Equipo           | PJ | Pts | G | P | PF  | PC  | Dif. |
| -- | ---------------- | -- | --- | - | - | --- | --- | ---- |
| 1. | Crvena zvezda    | 6  | 10  | 4 | 2 | 581 | 536 | +45  |
| 2. | Ferrarelle Rieti | 6  | 10  | 4 | 2 | 528 | 510 | +18  |
| 3. | Anderlecht       | 6  | 8   | 2 | 4 | 495 | 523 | -28  |
| 4. | Hapoel Tel Aviv  | 6  | 8   | 2 | 4 | 542 | 577 | -35  |

|    | Equipo             | PJ | Pts | G | P | PF  | PC  | Dif. |
| -- | ------------------ | -- | --- | - | - | --- | --- | ---- |
| 1. | Joventut Freixenet | 6  | 10  | 4 | 2 | 459 | 458 | +1   |
| 2. | Partizan           | 6  | 9   | 3 | 3 | 550 | 509 | +41  |
| 3. | Sunair Oostende    | 6  | 9   | 3 | 3 | 492 | 526 | -34  |
| 4. | ASVEL              | 6  | 8   | 2 | 4 | 506 | 514 | -8   |

|    | Equipo          | PJ | Pts | G | P | PF  | PC  | Dif. |
| -- | --------------- | -- | --- | - | - | --- | --- | ---- |
| 1. | Carrera Venezia | 6  | 12  | 6 | 0 | 609 | 534 | +75  |
| 2. | Zbrojovka Brno  | 6  | 8   | 2 | 4 | 587 | 582 | +5   |
| 3. | Jugoplastika    | 6  | 8   | 2 | 4 | 576 | 588 | -12  |
| 4. | Aris            | 6  | 8   | 2 | 4 | 527 | 595 | -68  |

|    | Equipo         | PJ | Pts | G | P | PF  | PC  | Dif. |
| -- | -------------- | -- | --- | - | - | --- | --- | ---- |
| 1. | Dynamo Moscow  | 6  | 11  | 5 | 1 | 640 | 614 | +26  |
| 2. | Orthez         | 6  | 10  | 4 | 2 | 604 | 586 | +18  |
| 3. | Zadar          | 6  | 8   | 2 | 4 | 615 | 611 | +4   |
| 4. | Standard Liège | 6  | 7   | 1 | 5 | 547 | 595 | -48  |

## Semifinales
| Equipo 1           | Agr.    | Equipo 2      | Ida     | Vuelta  |
| ------------------ | ------- | ------------- | ------- | ------- |
| Joventut Freixenet | 191–158 | Crvena zvezda | 109–85  | 82–73   |
| Carrera Venezia    | 220–208 | Dynamo Moscú  | 119–104 | 101–104 |

## Final
19 de marzo, Palau Blaugrana, Barcelona
| Equipo 1        | Resultado | Equipo 2           |
| --------------- | --------- | ------------------ |
| Carrera Venezia | 104–105   | Joventut Freixenet |

| 19 de marzo de 1981 | Carrera Venezia                                                           | 104–105              | Joventut Freixenet                                                         | |  |
|                     | Parciales: 42-48, 50-44 (T.E.: 12-13)                                     |                      |                                                                            | |  |
|                     | Estadísticas Spencer Haywood, 30 Dražen Dalipagić, 7 Giovanni Grattoni, 1 | Reporte Pts Reb Asts | Estadísticas Gonzalo Sagi-Vela, 27 Joe Galvin, 6 Luis Miguel Santillana, 3 | Pabellón: Palau Blaugrana, Barcelona Asistencia: 3.000 espectadores Árbitros: Simon Mottard (BEL), Alan Richardson (ENG) |  |

| Campeón de la Copa Korać 1980–81 Joventut Freixenet 1.er título |
| --------------------------------------------------------------- |